# (8759) Porzana
(8759) Porzana (7603 P-L) – planetoida z pasa głównego asteroid okrążająca Słońce w ciągu 4,35 lat w średniej odległości 2,67 au. Odkryta 17 października 1960 roku.